# Sugoniscus parasitus
Sugoniscus parasitus är en kräftdjursart som beskrevs av Menzies och George 1972. Sugoniscus parasitus ingår i släktet Sugoniscus, ordningen gråsuggor och tånglöss, klassen storkräftor, fylumet leddjur och riket djur. Inga underarter finns listade i Catalogue of Life.